# Caudilho

Peseta espanhola de 1963 com a imagem de Francisco Franco e a inscrição: "Caudillo de España, por la Gracia de Dios" (trad: "Caudilho da Espanha, pela Graça de Deus").

Caudilho (em castelhano:  caudillo; do latim: capitellium, literalmente "cabeça") é um termo empregado para se referir, em sentido amplo, a um líder, seja este político, militar e/ou ideológico. Não existe uma definição precisa de caudilho, e este muitas vezes é usado como sinônimo de chefe militar ou homem forte. O termo está historicamente associado à Espanha e, principalmente, à América espanhola a partir da conquista da independência dos países desta região no início do século XIX, sendo aplicado principalmente aos líderes políticos dos séculos XIX e XX. Os caudilhos foram muito influentes na história da América espanhola e seu legado influenciou os movimentos políticos contemporâneos, de modo que o caudilhismo — fenômeno cultural no qual emergiram os caudilhos — é mais associado aos caudilhos da América Hispânica.

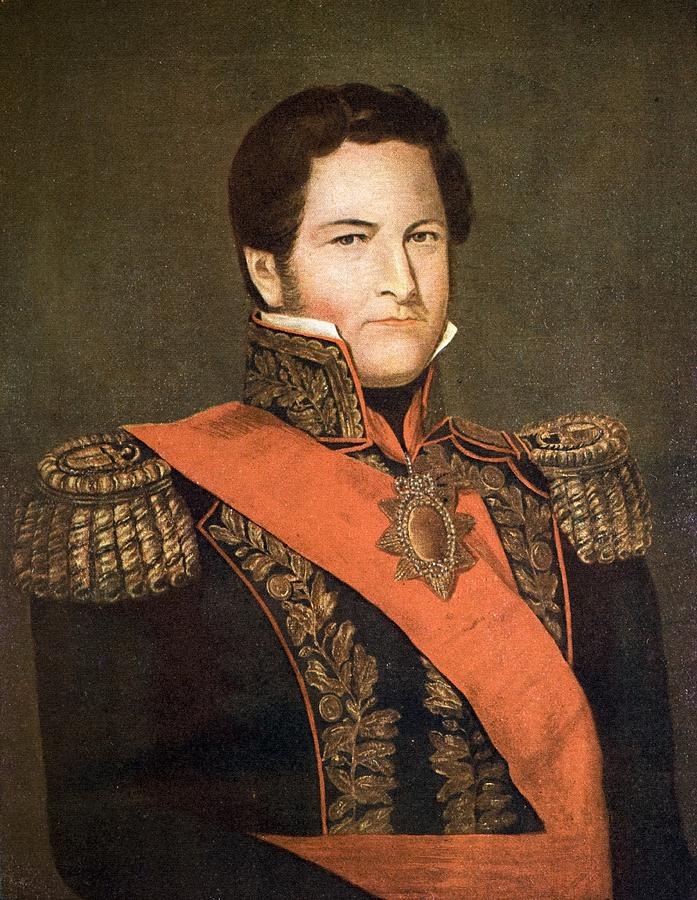
Caudilho argentino Juan Manuel de Rosas, por Cayetano Descalzi (c. 1841)

As raízes do caudilhismo podem estar ligadas à estrutura do governo medieval da Espanha, bem como à Reconquista pelos mouros. Alguns conquistadores espanhóis, como Hernán Cortés e Francisco Pizarro, possuíam características de caudilhos: eram líderes militares bem-sucedidos e carismáticos, possuíam confiança de seus apoiadores e, em troca, os recompensava por sua lealdade. Durante a era colonial, a coroa espanhola fortaleceu seu poder e estabeleceu diversas instituições burocráticas para mitigar o domínio carismático dos caudilhos e seu poderio militar.
O termo é frequentemente usado em sentido pejorativo pelos críticos de um regime. Mesmo assim, durante o governo do general espanhol Francisco Franco (1936-1975), este dava ordens para que seus censores reprimissem pessoas que chamassem de caudilhos os povos hispano-americanos, como tentativa de centrar o título em sua figura, do qual se orgulhava ostentar, pois nesse contexto Franco buscava um paralelo com os termos alemão e italiano equivalentes no período: Führer e Duce.
De acordo com o historiador John Lynch, a ascensão dos caudilhos hispano-americanos não está ligada ao passado histórico da Espanha, pois se desenvolveu dentro de um contexto regional próprio, marcado pelas Guerras de independência que afastaram o domínio colonial e deixaram um vácuo de poder na região ao início do século XIX. Os caudilhos foram muito influentes na história do desenvolvimento social, cultural e político hispano-americano e deixaram um legado que influenciou os movimentos políticos da era contemporânea. Estudiosos aplicaram o termo a diversos líderes hispano-americanos.

## Caudilhos na América

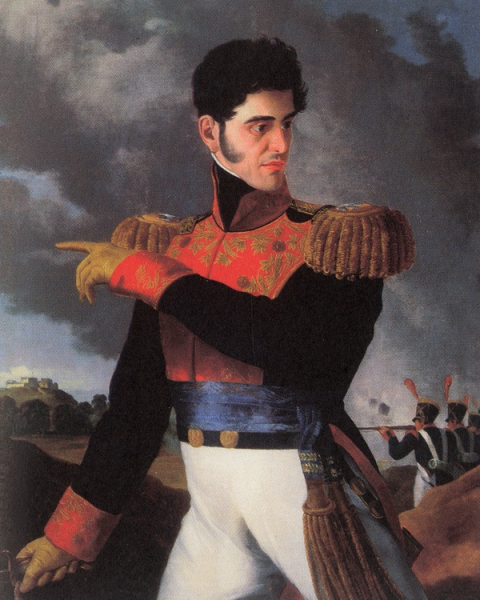
Antonio López de Santa Anna, que governou o México na primeira metade do século XIX

Com a independência das colônias da América espanhola a partir do século XIX, a região se destacou pelos vários caudilhos que ali governaram. Por esse motivo, o início do século XIX é também conhecido como "A Era dos Caudilhos", a exemplo da Argentina com Juan Manuel de Rosas e seu contemporâneo Antonio López de Santa Anna no México, que dominaram a política nacional de seus respectivos países. Os países hispano-americanos com menor influência também promoveram uma continuidade do caudilhismo desde o final do século XIX ao decorrer do século XX. Caudilhos governaram Cuba (Gerardo Machado, Fulgencio Batista, Fidel Castro), Panamá (Omar Torrijos, Manuel Noriega), República Dominicana (Desiderio Arias, Cipriano Bencosme), Paraguai (Alfredo Stroessner), Argentina (Juan Perón) e Chile (Augusto Pinochet). Os caudilhos são um tema frequente na literatura da América espanhola.
A predominância de caudilhos na América espanhola é geralmente associada ao papel de destaque que eles desempenharam durante as guerras pela independência, e que se manteve com o fortalecimento do poder nacional durante a formação dos estados-nação. Por isso, inicialmemte seu poder foi resultado sobretudo do triunfo como chefe militar, pois de acordo com John Lynch: "Antes de 1810, o caudilho era desconhecido… O caudilho entrou para a história como um herói local graças a eventos maiores que o promoveram a chefe militar". Em um continente predominantemente rural que carecia de quaisquer instituições estatais, marcado por violência e descentralização de poder, o caudilho era capaz de manter a ordem, muitas vezes utiilizando a própria violência para atingir um poder centralizado que a região carecia. A concessão de bens materiais, como lotes de terras, era uma prática comum a fim de reforçar sua posição de poder e garantir a lealdade de seus seguidores. Os caudilhos também mantinham a posição de líder protegendo os interesses das elites regionais e pela aproximação carismática com os interesses do povo. Um líder que conseguia estabelecer uma base local poderia se tornar um aspirante a caudilho, assumindo o controle do estado nacional. Quando conquistavam a posição de prestígio a nível nacional, os caudilhos podiam conceder patrocínio a um séquito numeroso, que por sua vez lhe recompensava com lealdade. De modo geral o poder dos caudilhos fortaleceu as elites regionais locais, mas eles também mediavam os interesses das elites e classes populares, recrutando-as para a base que mantinha sua posição de autoridade.
Muitas vezes, os caudilhos legitimavam seu governo adotando títulos de autoridade, como "Presidente da República". Caso a constituição impusesse limites formais ao poder presidencial e aos mandatos políticos, os caudilhos poderiam desfrutar de seu prestígio e criar uma nova legislação ou violar a existente para estender sua longevidade política, uma prática chamada de "continuacionismo".

## Galeria de caudilhos importantes

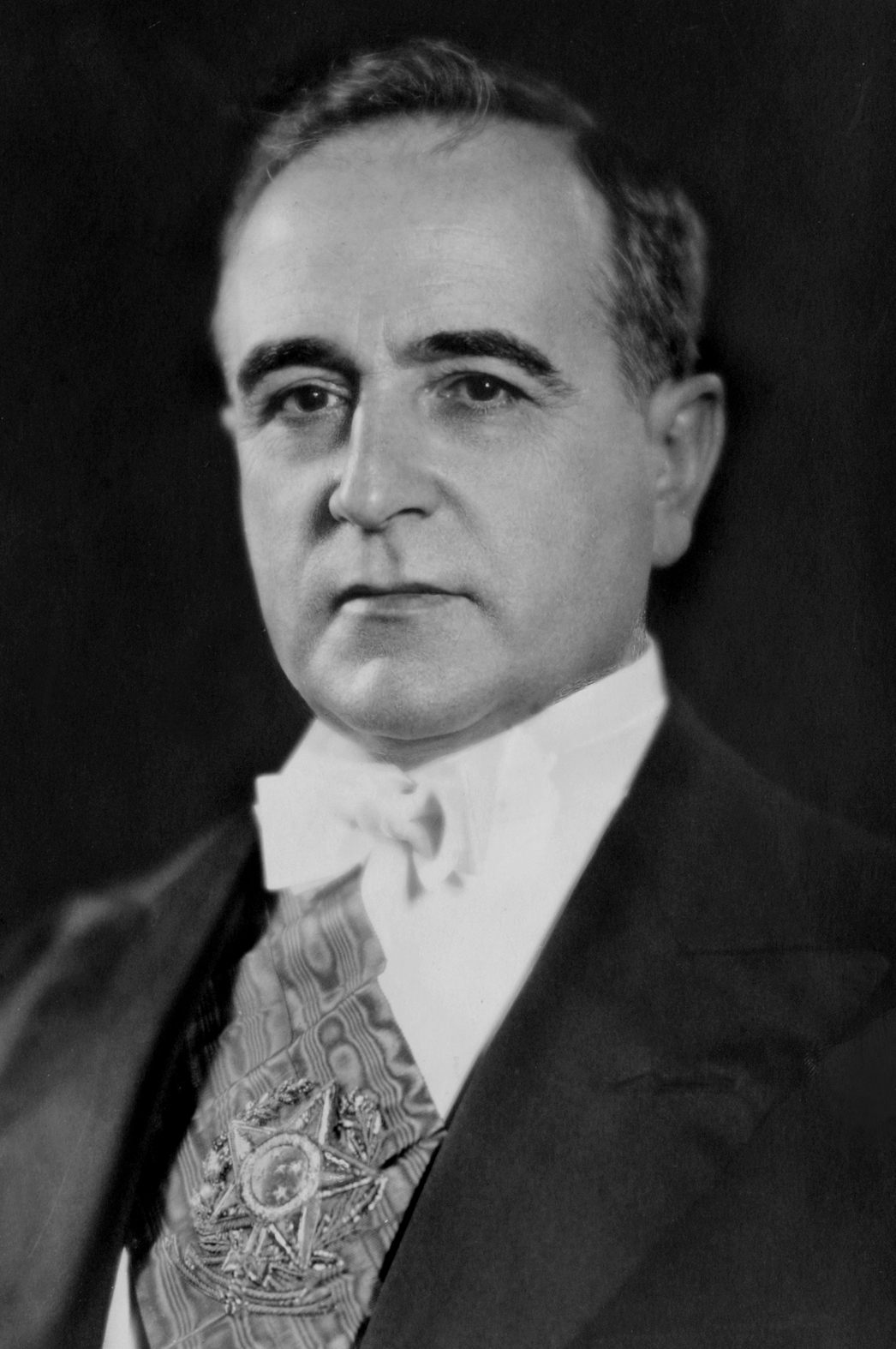
Getúlio Vargas, Brasil
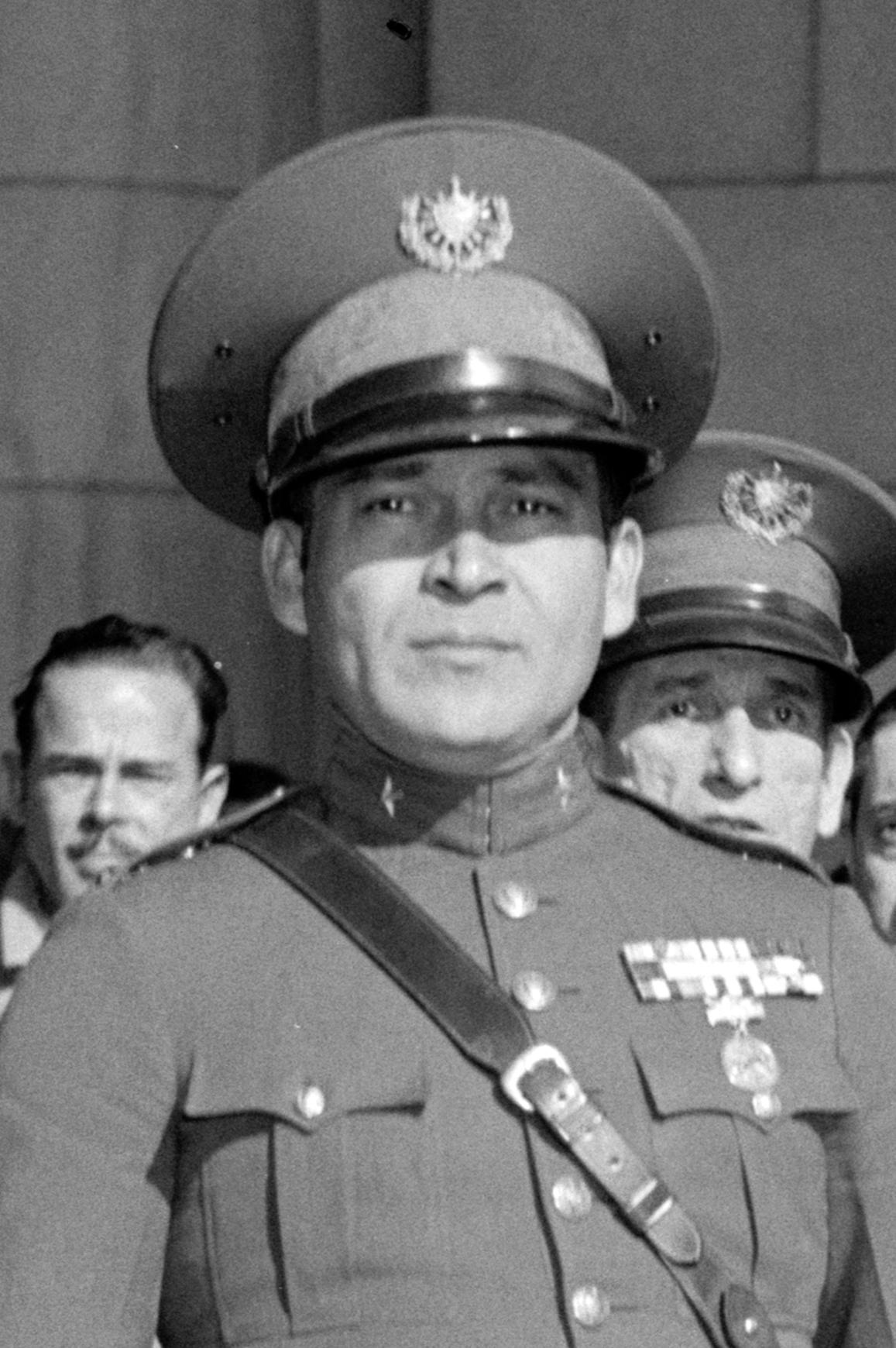
Fulgencio Batista, Cuba
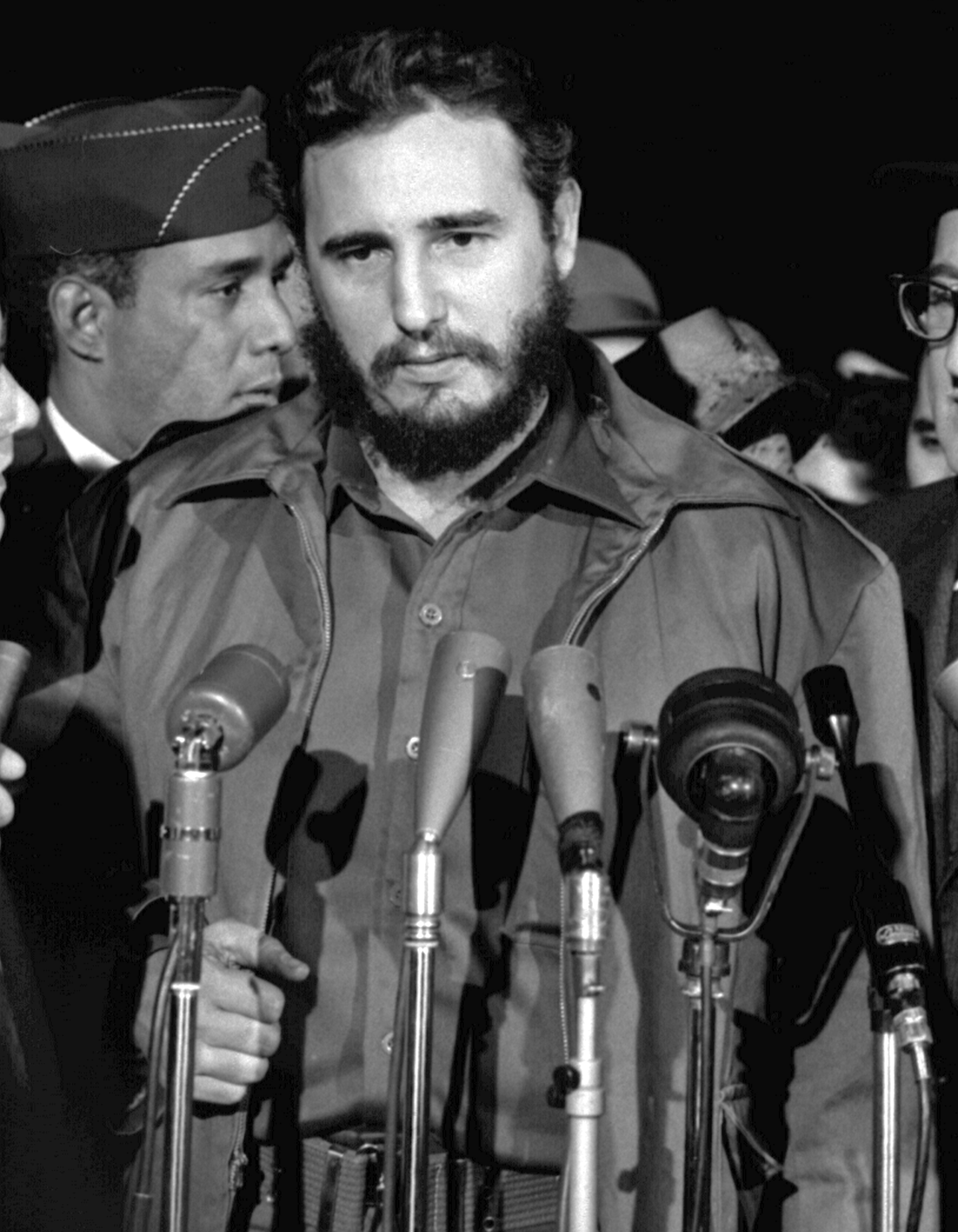
Fidel Castro, Cuba
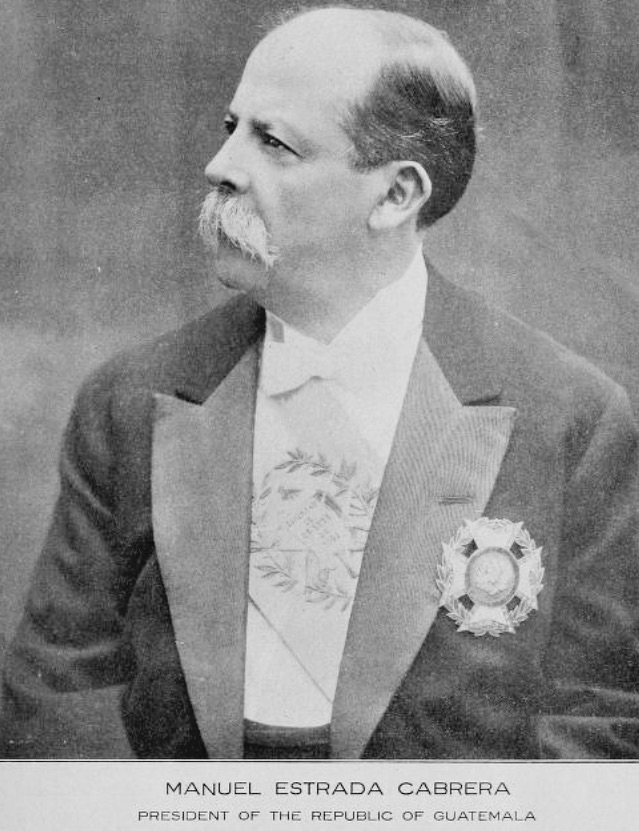
Manuel Estrada Cabrera, Guatemala
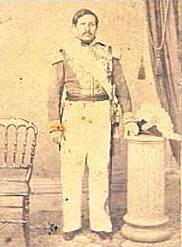
Rafael Carrera, Guatemala
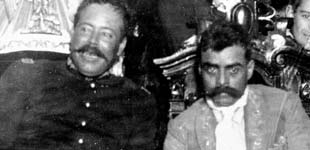
Pancho Villa (esquerda) & Emiliano Zapata. México
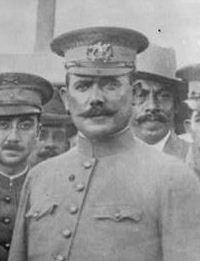
Álvaro Obregón, México
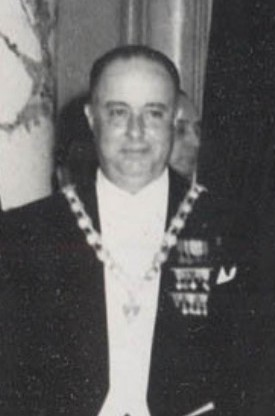
Anastasio Somoza García, Nicaragua
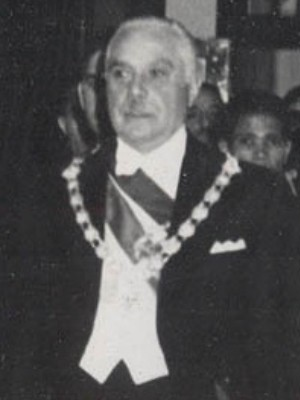
Rafael Trujillo, República Dominicana
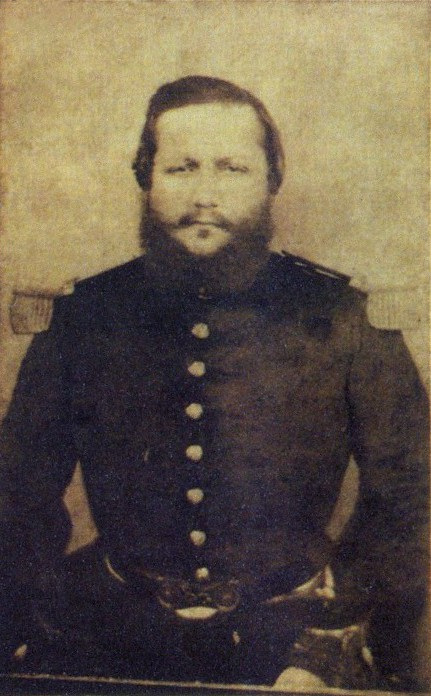
Francisco Solano López, Paraguai
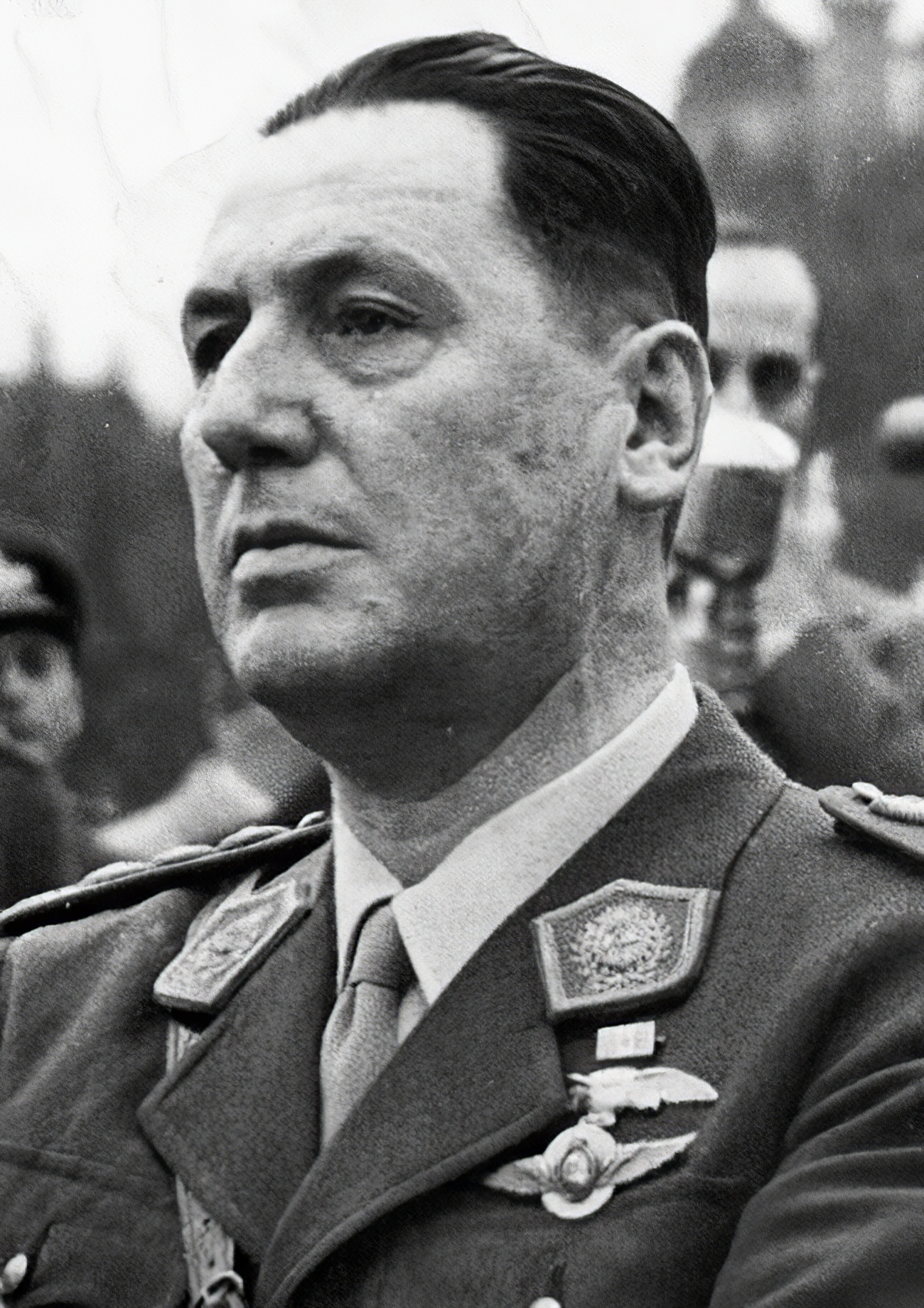
Juan Perón, Argentina
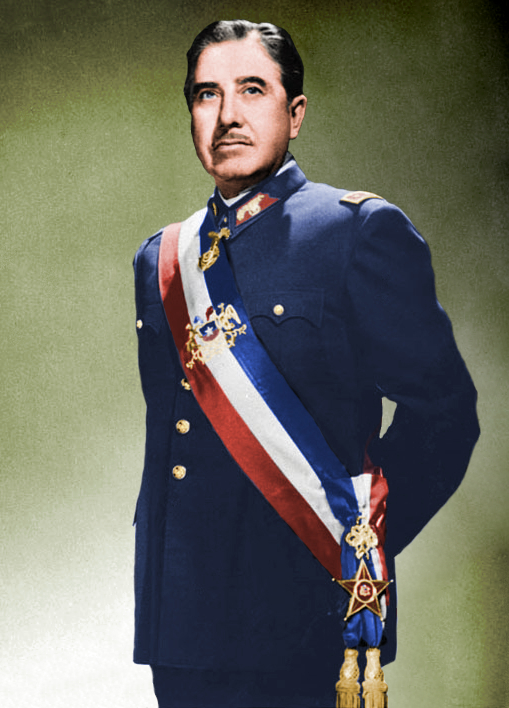
Augusto Pinochet, Chile